# Präsidentschaftswahl in Nordmazedonien 2024
Die Präsidentschaftswahl in Nordmazedonien 2024 war die 7. Wahl des mazedonischen Präsidenten. Sie wurde auf den 24. April 2024 angesetzt, bei der jedoch kein Kandidat die absolute Mehrheit erreicht hat. Am 8. Mai 2024 fand deshalb eine Stichwahl statt. Im zweiten Wahlgang setzte sich die von der VMRO-DPMNE aufgestellte Kandidatin Gordana Siljanovska-Davkova gegen den amtierenden Präsidenten Stevo Pendarovski durch, sie erhielt 65 % der Stimmen bei einer Wahlbeteiligung von 47 %. Bei der gleichzeitig zur Stichwahl durchgeführten Parlamentswahl gewann ebenfalls die konservative Partei VMRO-DPMNE.
Bereits 2019 standen sich Siljanovska-Davkova und Pendarovski bei der Stichwahl zum Präsidentenamt gegenüber.

## Organisation

### Wahltermin
Da das Datum der Wahl auf einen Mittwoch gelegt wurde, erklärte die Regierung Nordmazedoniens diesen zum arbeitsfreien Tag.

### Wahlrecht
Stimmberechtigt waren alle volljährigen mazedonischen Staatsbürger im In- und Ausland, wobei die Volljährigkeit mit der Vollendung des 18. Lebensjahres erreicht wird. Damit die Wahl rechtskräftig ist, muss eine Wahlbeteiligung von mindestens 40 % vorliegen.

### Stimmabgabe
Die Wahlberechtigten konnten ihre Stimme in einem der 3480 Wahllokale abgeben.

## Ausgangslage
Bei der vorherigen Wahl 2019 gewann Pendarovski in der Stichwahl mit 53,6 %. Seine Gegenkandidatin Siljanovska-Davkova erreichte 46,6 %.

## Kandidaten
Die nordmazedonische Staatsverfassung sieht als Wählbarkeitsvoraussetzung vor, dass ein Kandidat mindestens 40 Jahre ist und dabei zehn der letzten fünfzehn Jahre im Land gelebt hat. Die Kandidaten müssen zudem von Unterschriften von mindestens 10.000 registrierten Wahlberechtigten oder 30 Abgeordneten sammeln, um bei der Wahl antreten zu können. In der folgenden Tabelle sind die sieben Kandidaten aufgelistet, welche die nötigen Unterstützungsstimmen der Wahlkommission vorweisen konnten:
| Präsidentschaftskandidat                                           | Präsidentschaftskandidat              | Unterstützt durch | Letztes ausgeübtes Amt                                              |
| ------------------------------------------------------------------ | ------------------------------------- | --- | ------------------------------------------------------------------- |
|                                                                    | Stevo Pendarovski parteilos           | Sozialdemokratische Liga Mazedoniens und andere                                                                       | Präsident der Republik Nordmazedonien (seit 2019)                   |
|                                                                    | Gordana Siljanovska-Davkova parteilos | Innere Mazedonische Revolutionäre Organisation – Demokratische Partei für Mazedonische Nationale Einheit (VMRO-DPMNE) | Parlamentarierin, Professorin an der Universität Skopje (2020–2024) |
|                                                                    | Stevčo Jakimovski GROM                | Gragjanska opcija za Makedonija (GROM) – Integra                                                                      | Bürgermeister von Karpoš                                            |
|                                                                    | Bujar Osmani BDI                      | Bashkimi Demokratik për Integrim (BDI)                                                                                | Außenminister (2020–2024)                                           |
|                                                                    | Biljana Vankovska Leviza              | Leviza | Professorin an der Universität Skopje                               |
|                                                                    | Arben Taravari Allianz der Albaner    | Allianz der Albaner – Besa – Alternativa – Demokratsko dviženje                                                       | Bürgermeister von Gostivar (seit 2017)                              |
|                                                                    | Maksim Dimitrievski ZNAM              | Za naša Makedonija (ZNAM)                                                                                             | Bürgermeister von Kumanovo (seit 2017)                              |
| Anmerkung: Die Tabelle erhebt keinen Anspruch auf Vollständigkeit. |                                       | |                                                                     |

## Wahlergebnis
| Kandidaten                                                   | Kandidaten                  | Parteien                         | 1. Wahlgang | 1. Wahlgang | 2. Wahlgang | 2. Wahlgang |
| Kandidaten                                                   | Kandidaten                  | Parteien                         | Stimmen     | %           | Stimmen     | %           |
| ------------------------------------------------------------ | --------------------------- | -------------------------------- | ----------- | ----------- | ----------- | ----------- |
|                                                              | Gordana Siljanovska-Davkova | Tvoja Makedonija (VMRO-DPMNE)    | 363.085     | 41,2        | 561.000     | 69,0        |
|                                                              | Stevo Pendarovski           | Za evropska idnina (SDSM)        | 180.499     | 20,5        | 251.899     | 31,0        |
|                                                              | Bujar Osmani                | Bashkimi Demokratik për Integrim | 120.811     | 13,7        |             |             |
|                                                              | Maksim Dimitrievski         | Za Naša Makedonija               | 83.855      | 9,5         |             |             |
|                                                              | Arben Taravari              | Aleanca për Shqiptarët           | 83.337      | 9,5         |             |             |
|                                                              | Biljana Vankovska           | Parteilos                        | 41.331      | 4,7         |             |             |
|                                                              | Stevčo Jakimovski           | Gragjanska оpcija za Makedonija  | 8.121       | 0,9         |             |             |
| Gesamt                                                       | Gesamt                      | Gesamt                           | 881.039     | 100         | 812.899     | 100         |
|                                                              |                             |                                  |             |             |             |             |
| Ungültige Stimmen                                            | Ungültige Stimmen           | Ungültige Stimmen                | 24.560      | 2,7         | 48.289      | 5,6         |
| Wähler                                                       | Wähler                      | Wähler                           | 905.599     | 49,9        | 861.188     | 47,5        |
| Wahlberechtigte                                              | Wahlberechtigte             | Wahlberechtigte                  | 1.814.317   |             | 1.814.317   |             |
|                                                              |                             |                                  |             |             |             |             |
| Quellen: Državna Izborna Komisija, 1. Wahlgang – 2. Wahlgang |                             |                                  |             |             |             |             |